# Polypterus ornatipinnis
Polypterus ornatipinnis, também conhecido como peixe-manel, é uma espécie de peixe da África que pode alcançar 600 mm.